# テビタ・ラトゥバ
テビタ・ラトゥバ（Tevita Ratuva、1995年5月8日 - ）は、プロD2CAブリーヴに所属するラグビー選手。

## プロフィール
- フィジー・ヤドゥア出身[1]。
- ポジションはロック(LO)。
- 身長 198cm、体重 110kg
- 愛称はTex。
- U20フィジー代表に選ばれたことがある。
- フィジー代表キャップは11（2025年1月現在）でラグビーワールドカップ2019のフィジー代表に選ばれた[2]。

## 略歴
ブリスベンシティー、ボルドーを経て、2019年、スカーレッツに加入。
2021年、CAブリーヴに加入。 